# 4226 Damiaan
4226 Damiaan este un asteroid din centura principală, descoperit pe 1 septembrie 1989 de Eric Elst.